# María Eugenia Brizuela de Ávila
María Eugenia Brizuela de Ávila (* 31. Oktober 1965 in San Salvador) war von 1999 bis 2003 Außenministerin von El Salvador.
Maria Brizuela besuchte die Amerikanische Schule in San Salvador und studierte anschließend Romanistik an der Universität Genf und an der Sorbonne in Paris. Weiters absolvierte sie ein Jurastudium in El Salvador mit Auszeichnung. Sie arbeitete als Anwältin und lehrte Rechtswissenschaft an der José Matias Delgado-Universität. Brizuela ist spezialisiert auf den Bereich Versicherungswesen.
In der Regierung von Francisco Flores Pérez war sie von Juni 1999 bis 2003 Außenministerin.
| Vorgänger            | Amt                                                 | Nachfolger       |
| -------------------- | --------------------------------------------------- | ---------------- |
| José Napoleón Duarte | salvadorianische Außenministerin Juni 1999 bis 2003 | Francisco Laínez |